# Buyina yeatesi
Espèce
Buyina yeatesi est une espèce d'araignées aranéomorphes de la famille des Desidae.

## Distribution
Cette espèce est endémique du Queensland en Australie. Elle se rencontre dans la chaîne Malbon Thompson.

## Description
La carapace de la femelle holotype mesure 4,0 mm de long sur 3,0 mm de large et l'abdomen 4,3 mm de long sur 3,1 mm de large. La carapace du mâle paratype mesure 3,3 mm de long sur 2,3 mm.

## Étymologie
Cette espèce est nommée en l'honneur de David Keith Yeates.

## Publication originale
- Davies, 1998 : A revision of the Australian metaltellines (Araneae: Amaurobioidea: Amphinectidae: Metaltellinae). Invertebrate Taxonomy, vol. 12, no 2, p. 211-243.